# デ・ガスパリス (小惑星)
デ・ガスパリス (4279 De Gasparis) は小惑星帯の小惑星である。イタリア、ボローニャのサン・ヴィットーレ天文台 (Osservatorio San Vittore) で発見された。
イタリアの天文学者アンニーバレ・デ・ガスパリスに因んで命名された。